# District d'Ikongo
Le district d'Ikongo est un district de la région de Fitovinany, situé dans l'est de Madagascar.